# Taeniatherum
Taeniatherum là một chi thực vật có hoa trong họ Hòa thảo (Poaceae).

## Loài
Chi Taeniatherum gồm các loài: